# ژو یو
ژو یو (چینی: 周瑜, ) (۱۷۵–۲۱۰)، با نام محترم گونگ‌جین (چینی: 公瑾)، یک ژنرال نظامی و استراتژیست چینی بود که تحت فرماندهی جنگ‌سالار سون تسه در اواخر سلسله هان شرقی خدمت می‌کرد. پس از مرگ سون تسه در سال ۲۰۰، او به خدمت زیر سون کوان، برادر کوچکتر و جانشین سون تسه ادامه داد. ژو یو عمدتاً به خاطر نقش اصلی اش در شکست دادن نیروهای برتر از نظر عددی جنگ‌سالار شمالی سائو سائو در نبرد صخره‌های سرخ در اواخر سال ۲۰۸ و دوباره در نبرد جیانگ‌لینگ در سال ۲۰۹ شناخته می‌شود. پیروزی‌های ژو یو کمک زیادی به سون کوان و وو شرقی کرد که در سال ۲۲۲ به یکی از سه پادشاهی تبدیل شد. با این حال، ژو یو زنده نماند تا سلطنت سون کوان را ببیند، زیرا او در سن ۳۵ سالگی در سال ۲۱۰ در حالی که آماده حمله به استان یی (سیچوآن و چونگ‌کینگ امروزی) بود، درگذشت. بر اساس سوابق سه پادشاهی، ژو یو به عنوان مردی قوی با ظاهری زیبا توصیف شده‌است. او همچنین به عنوان «استاد ژو» (zhoulang 周郎) نامیده می‌شد. با این حال، لقب او «ژو جوان زیبا» (meizhoulang 美周郎) نه در سوابق و نه در رمان تاریخی قرن چهاردهم رمان عاشقانه سه پادشاهی دیده نمی‌شود. برخی از محققان ادبیات ژاپنی مانند یوشیکاوا ایجی و کویده فومیهیکو معتقدند که این عنوان بعدی توسط داستان‌سرایان ژاپنی ایجاد گشته‌است.